# Ósfjall
Ósfjall är ett berg i republiken Island. Det ligger i regionen Austurland, 400 km öster om huvudstaden Reykjavík. Toppen på Ósfjall är 623 meter över havet.
Närmaste större samhälle är Djúpivogur, omkring 15 kilometer sydväst om Ósfjall.